# (4110) Keats
(4110) Keats ist ein Hauptgürtelasteroid, der am 13. Februar 1977 von Ted Bowell vom Palomar-Observatorium aus entdeckt wurde.
Der Asteroid wurde nach dem englischen Dichter John Keats (1795–1821) benannt.